# Bell & Howell

Bell & Howell 2709, 35 mm Standard Cinematograph Camera, gebaut 1912–1958, hier mit E-Antrieb oberhalb der Handkurbel, Produktion Circus, Schweiz, 2006

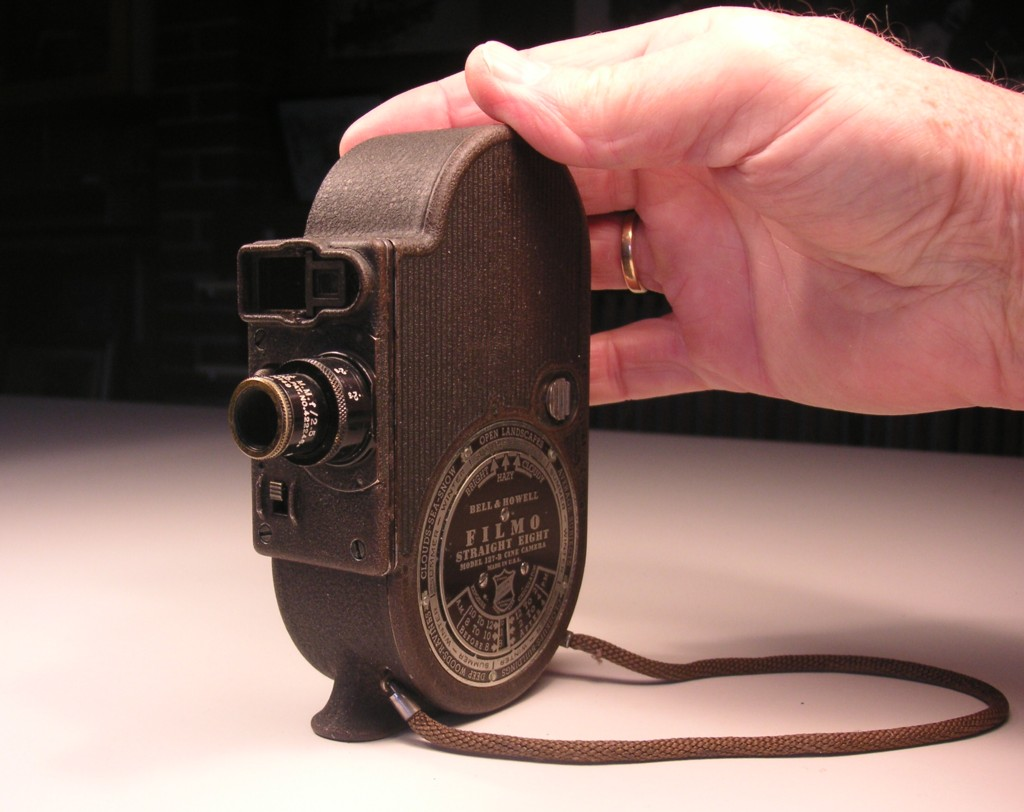
Bell & Howell 8-mm-Amateurkamera Filmo Straight Eight

Bell & Howell Super 8 Amateurkamera Autoload 309

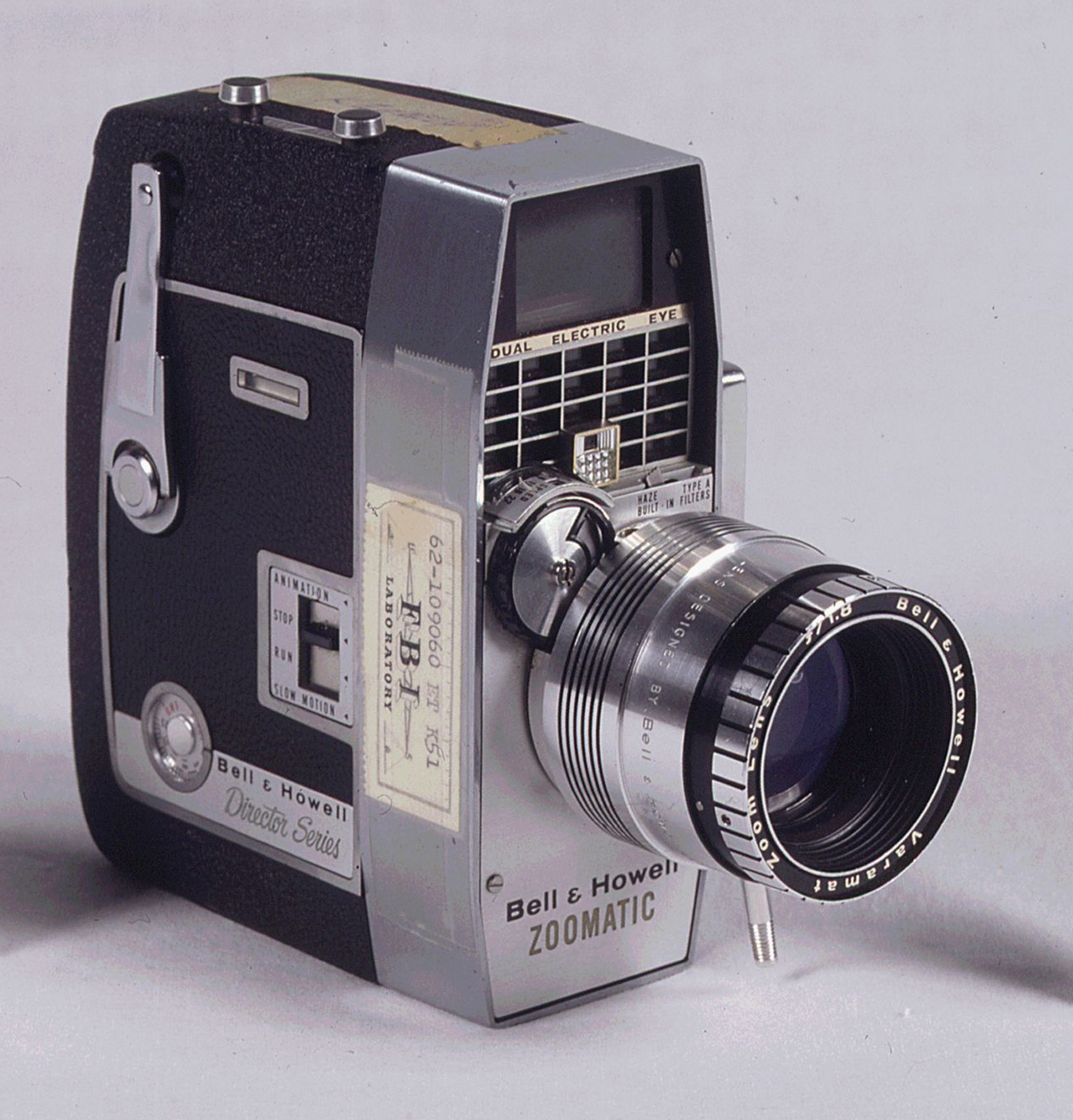
Abraham Zapruders Bell & Howell Zoomatic-Kamera befindet sich heute im US-Nationalarchiv

Bell & Howell LLC mit Sitz in Durham (North Carolina) ist ein US-amerikanischer Hersteller von Hochleistungs-Kuvertiersystemen, Sortiersystemen für Pakete und Produktionsanlagen für Smartcards. Diese ist hervorgegangen aus der Bell & Howell Co., einem Hersteller von filmtechnischem Gerät, wie Filmperforiermaschinen, Filmkameras, Filmkopiermaschinen und Filmprojektoren.

## Geschichte

### Anfänge
Das Unternehmen wurde als Aktiengesellschaft am 17. Februar 1907 in Chicago von dem Mechaniker Albert Summers Howell, dem Filmvorführer Donald Joseph Bell und dessen Frau gegründet. Im ersten Geschäftsjahr wurden hauptsächlich Reparaturaufträge ausgeführt. Die Firma bot mit dem am 6. August 1907 patentierten „Rotary Framer“ eine Bildhöhenverstelleinrichtung für die Kinedrome-Projektoren, mit denen George Spoor in Chicago und Umgebung Filme auswertete. Die Erfindung war bereits ein Jahr alt. Spoor kaufte sich 1895 ins Geschäft von Edward Hill Amet ein, der 1894–95 einen der ersten amerikanischen Filmprojektoren gebaut hatte, das Magniscope.
1908 stellte die Bell & Howell Co. mit Sitz in Wheeling, Illinois einen solide und aufwändig gebauten Perforierapparat für 35-mm-Film vor. Dieser unterschied sich im Wirkprinzip nicht von demjenigen der Engländer Williamson & Son (1898). Möglicherweise baute Bell & Howell in Lizenz. George Eastman wurde um 1910 Käufer der Bell-&-Howell-Perforierapparate. Der Bell & Howell Standard Perforator machte geschätzt 98 Prozent aller Perforiermaschinen weltweit aus. Er wurde auch bei Svema in der damaligen ukrainischen Sowjet-Republik gebraucht, bei Ferrania in Italien, bei Fuji und Konica in Japan, bei DuPont und anderen Filmherstellern mehr.
1909 erschien eine erste Kamera mit zwei gleichen Objektiven, eines für den Sucher und eines zur Aufnahme. Von dieser wegen ihrer schwarzen Belederung auch „Black Box“ genannten Filmkamera kaufte Spoor acht Exemplare. 1910 wurde auch ein kontinuierlich belichtender Filmkopierapparat angeboten.

### Standard Camera
1911 war die erste Ganzmetall-Filmkamera, die Bell & Howell Standard Cinematograph Camera, Model 2709, bereit. Das erste Exemplar mit der Reihennummer 9 erwarb Spoor im Sommer 1912 für die Essanay, wo sie der Kameramann Jackson Rose zum Arbeiten erhielt. Die nächsten Exemplare sind ab Herbst 1912 verkauft worden. Die „2709“ wurde zur Kinekamera schlechthin. Ihr Mechanismus ist heute noch ungeschlagen der am genauesten funktionierende. Die Kamera besteht im Wesentlichen aus vier Sandgussteilen, Körper, Tür, Objektivträger und Magazin. Traditionelle Elemente sind z. B. die kombinierte Filmwickeltrommel, wie sie seit 1896 bei den Prestwich-Kameras gebräuchlich war, der Seitensucher auf Höhe optischer Achse oder die Kurvenscheibe für den Filmantrieb. Diese war der Grund dafür, dass mit dem Verkauf des Produktes bis 1912 zugewartet wurde, denn sie stand seit 1895 für 17 Jahre unter Patentschutz, die damalige Höchstlaufzeit eines US-Patents. Es handelte sich um die „came Carpentier“, die von Jules Carpentier dem Cinématographe Lumière mitgegebene Kurvenscheibe zur Steuerung des Greifers.
Die Bell & Howell Standard war die erste Filmkamera mit einem Revolver für vier Objektive, mit einer Filmführung, die praktisch keine statische Aufladung des Films verursacht, und mit einem Filmmagazin aus Leichtmetallguss in einem Stück. Sie war die Königin der Filmkameras bis zur Einführung des Tonfilms. Beim Vitaphone-Verfahren wurden Bell-&-Howell-Kameras mit 1000-Fuß-Magazin verwendet, mit Elektromotor bei 22 und 24 Bildern pro Sekunde betrieben, für Langproduktionen bei 22.

### 16-mm- und 8-mm-Film
Ab Ende 1923 brachte Bell & Howell Geräte für das 16-mm-Filmformat auf den Markt, Amateur- und Wochenschaukameras, z. B. der Filmo, November 1925 der Eyemo. Im September 1929 eröffnete die Bell-&-Howell-Gesellschaft das Rockwell Engineering Laboratory in Chicago. 1932, in der tiefsten wirtschaftlichen Krise, schrieb man auch bei B. & H. rote Zahlen. In dem Jahr wurden in New York City und in Los Angeles je eine Filiale eröffnet. Verschiedene Linien von Schmalfilmprojektoren eroberten die Welt, Filmo, Filmosound und die TQ. Von Bell & Howell gab es auch Schrittkopiermaschinen, Spleißapparate, Umroller, Messgeräte, einen Studio-Rückprojektor und eine lange Reihe von Geräten für 8-mm-Film.
Drei Jahre nach Einführung des Doppel-8-Formats durch die Eastman-Kodak-Gesellschaft stellte Bell & Howell den handlichen Filmo Straight Eight vor, eine äußerst kompakte Kamera für Einfach-8-Film in 30-Fuß-Portionen auf Spulen, gut 9 Meter. Für dieses Projekt verband Bell & Howell sich mit Agfa-Ansco, Binghamton, welche letztere das Material »Filmopan« lieferte. Ein Jahr darauf wurde die Doppel-8-Version des Filmo lanciert, von dem es mehrere Modelle gab. Parallel dazu baute man Filmo-8-Projektoren von erster Güte. Später wurden 8-mm-Film-Geräte von der British Gaumont in Lizenz gefertigt. Nach dem Zweiten Weltkrieg führte Bell & Howell das Konzept des das Lampenhaus unterlaufenden Films auch beim 8-mm-Projektor ein.
Mit Produkten im Militärbereich, darunter die Military 16-mm-Gun-Camera „TYPE N-6A“, kam das Unternehmen durch den Zweiten Weltkrieg. 1946 kamen Mikrofilmgeräte hinzu sowie Diaprojektoren und Tageslichtprojektoren.
Die Bell & Howell Co. war maßgebend an der Entwicklung des 16-mm- und des Super-8-Systems beteiligt.

### Jüngste Geschichte
Von 2003 bis 2011 wurde das Unternehmen, das seit 1957 im Bereich der Kurvertiersysteme mit Übernahme der Inserting & Mailing Machine Company tätig war, schrittweise von dem deutschen Konkurrenten Böwe Systec erworben und zu Böwe Bell & Howell umfirmiert. Diese wurde im Zuge der Insolvenz von Böwe Systec im Mai 2011 von dem Investor Versa Capital Management übernommen und wieder unter dem ursprünglichen Namen Bell & Howell als eigenständiges Unternehmen etabliert.

### Trivia
Die als „Zapruder-Film“ bekannt gewordenen Farbfilmaufnahmen, auf denen das Attentat auf John F. Kennedy vom 22. November 1963 zu sehen ist, wurden mit einer Bell & Howell des Typs 414 PD Zoomatic aus der Director Series mit 18,3 Bildern pro Sekunde gedreht. Die Kamera befindet sich heute im US-Nationalarchiv.